# John Baker (Politiker, 1813)

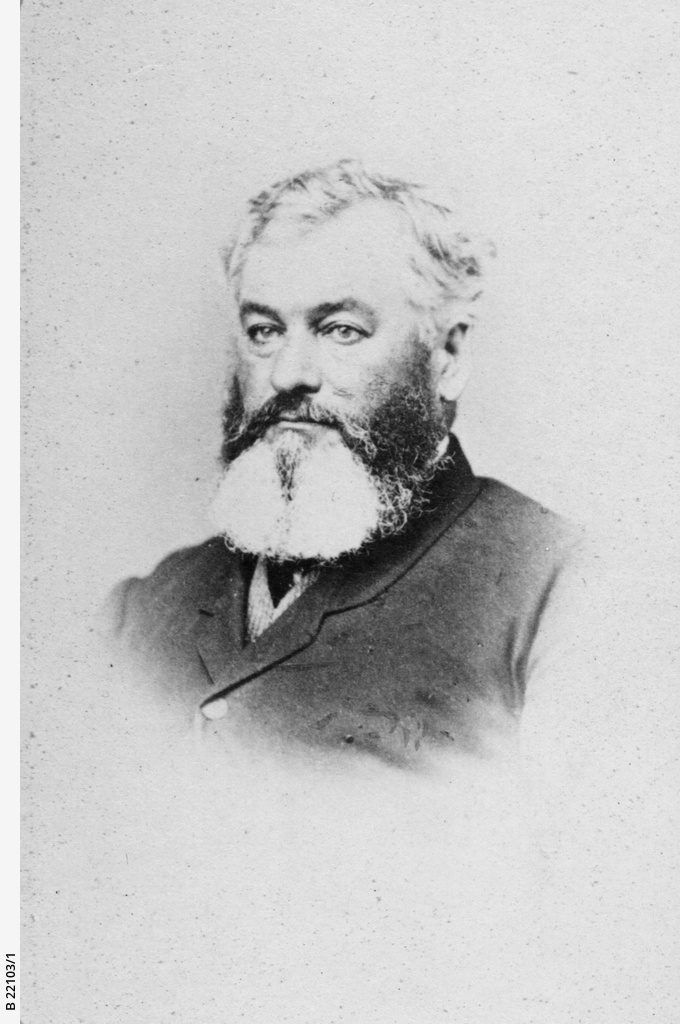
John Baker

John Baker (* 28. Dezember 1813 in Ilminster, England; † 19. Mai 1872 in Magill, South Australia) war ein englisch-australischer Politiker und der zweite Premierminister von South Australia, dessen Amtszeit lediglich zwölf Tage, vom 21. August bis zum 1. September 1857, betrug.

## Familie
John Baker wurde am 28. Dezember 1813 im englischen Ilminster als Sohn von Richard Chaffey Baker und seiner Frau Mary, geb. Anstice, geboren. Er emigrierte 1838 nach Van-Diemens-Land.
Am 7. Juni 1838 heiratete Baker Isabella Allan (1819–1908). Mit ihr hatte er zehn Kinder. Ihr ältester Sohn, Richard Chaffey Baker (1841–1911), war erster Präsident des Australischen Senats.